# マルテンサイト系ステンレス鋼

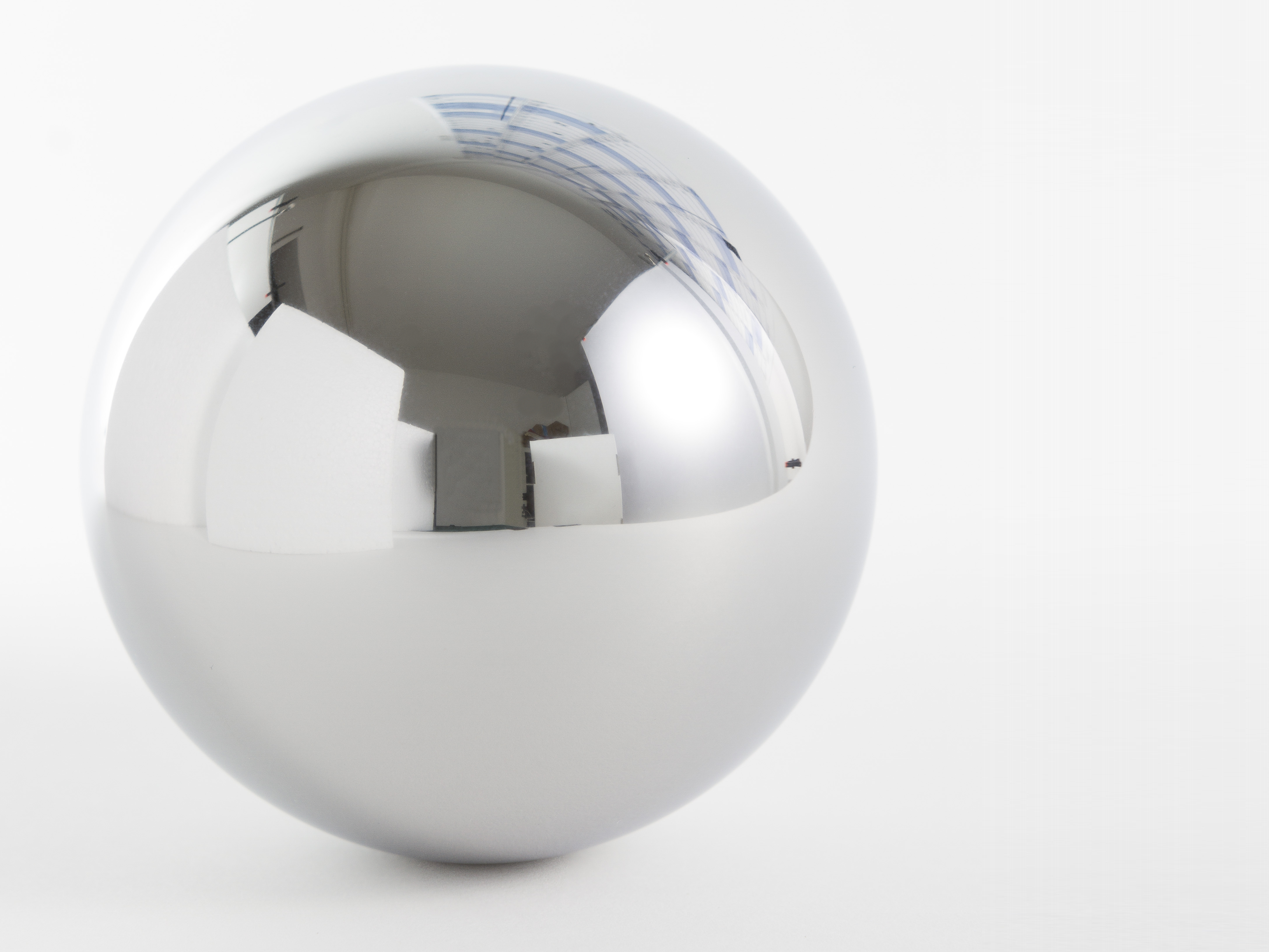
マルテンサイト系ステンレス鋼1.4034製の軸受の玉

マルテンサイト系ステンレス鋼（マルテンサイトけいステンレスこう）とは、常温でマルテンサイトを主要な組織とする組成を持つ、ステンレス鋼の一種である。耐食性と合わせて高い強度と耐摩耗性を持ち、刃物、タービンのブレード、軸受などで使われる。工業材料としてのマルテンサイト系ステンレス鋼は、1913年にイギリスのハリー・ブレアリーによって発明された。
マルテンサイト系ステンレス鋼とはステンレス鋼の金属組織別分類の一つで、他には「フェライト系ステンレス鋼」「オーステナイト系ステンレス鋼」「オーステナイト・フェライト系ステンレス鋼」「析出硬化系ステンレス鋼」がある。主要成分としてクロムのみを含むステンレス鋼であるため、主要成分別分類では「クロム系ステンレス鋼」に分類される。マルテンサイト系のクロム含有量は質量パーセント濃度でおよそ 11 % から 18 % 程度の範囲で、ステンレス鋼の中ではクロム量が比較的少なく、炭素の含有量が比較的多いという組成となっている。クロム量 13 % 程度含む鋼種がマルテンサイト系の基本的鋼種で、13クロムステンレス鋼や13Cr鋼などとして知られる。JISでは SUS410 や SUS420J2 が代表的鋼種である。
マルテンサイト組織にするには焼入れが必要であり、焼入れされて使用される。一般的には炭素が多いほど硬くなり強度が上がるが、炭素量を増やすにつれてクロム量も増やす必要がある。焼入れしたままだと脆いので、ほとんどの場合で焼入れ後に焼戻しがされて使用に供される。熱処理と組成によるが、マルテンサイト系はステンレス鋼の中でも最高の硬さを発現できる。同じく熱処理と組成によるが、マルテンサイト系の耐食性はステンレス鋼の中では劣る部類に入る。

## 基本組成と組織

ステンレス鋼の基礎となる鉄・クロム系2元平衡状態図。γ がオーステナイト相の存在領域、α がフェライト相の存在領域。

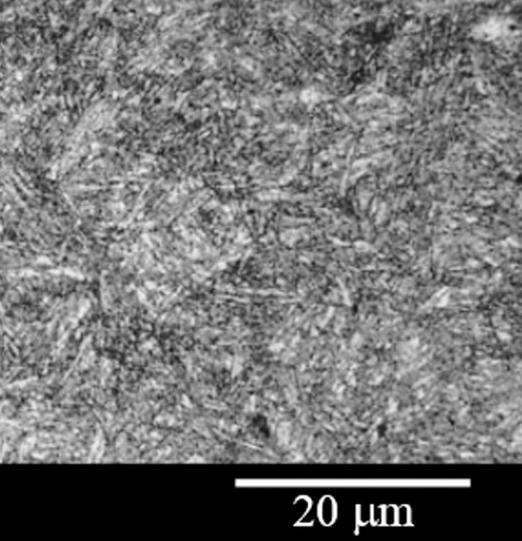
マルテンサイト系 AISI 420 の金属組織写真。1050 °C で30分加熱後、約 105 °C/min の速度で焼入れ冷却。

炭素を 0.2 % 含んだときの鉄・クロム平衡状態図

ステンレス鋼とは、定義的には炭素を 1.2 %（質量パーセント濃度）以下、クロムを 10.5 % 以上含む鋼である。含有されるクロムにより、ステンレス鋼の耐食性は実現されている。マルテンサイト系ステンレス鋼で含まれるクロムの量は、11 % から 18 % 程度である。マルテンサイト系の組成の特徴は、高温状態で金属組織が、オーステナイト単一組織、またはフェライトを少し含む二相組織となる点である。高温状態のオーステナイト中に、添加されている炭素が固溶される。このような高温状態から急冷して焼入れすることにより、オーステナイトがマルテンサイト変態を起こし、組織がマルテンサイト組織となる。マルテンサイトには炭素が過飽和に固溶され、組織中に転位が高密度に存在するようになる。これによって、マルテンサイト系の高強度・高硬度が生み出される。
通常は、焼入れ後には焼戻しを行う。焼戻し後のマルテンサイト系の組織は、炭化物が析出した焼戻しマルテンサイト組織となる。組織がオーステナイトになる手前の高温域で焼なましした場合は、炭化物が析出したフェライト組織となる。
マルテンサイト系の組成の特徴として、ステンレス鋼の中ではクロムの含有量が比較的少なく、炭素の含有量が比較的多いという特徴を持つ組成となっている。鉄・クロム系2元状態図を見ると、クロムの含有量が増えるに連れて高温でのオーステナイト組織領域は狭まり、最終的には消失する。一方、炭素の含有を増やすことで高温域でのオーステナイト組織領域が広がる。マルテンサイトを得るために、マルテンサイト系ではクロム含有量を増やすのに応じて炭素含有量を増やす必要がある。マルテンサイト系の炭素含有量は、典型的には 0.1 % から 1 % 程度の範囲である。
クロム 13 %、炭素 0.2 % の組み合わせが、マルテンサイト系ステンレス鋼の基本的な組成とされる。日本工業規格(JIS)の鋼種では、クロム 11.50–13.00 %、炭素 0.15 % 以下のSUS410や、クロム 12.00–14.00 %、炭素 0.26–0.40 % のSUS420J2が代表的鋼種に相当する。これらの鋼種は13%Cr鋼、13Cr鋼、13クロムステンレス鋼、13クロムステンレス、13Cr系などとも総称される。オーステナイト系ステンレス鋼のようにニッケルを主成分として含むステンレス鋼もあるが、マルテンサイト系はニッケルを主成分としては含まない。そのため、ステンレス鋼の主要成分別分類では「クロム系ステンレス鋼」に分類される。マルテンサイト系のおおまかな分類としては、炭素量で分類して、低炭素系、中炭素系、高炭素系と分類することもある。以下の表に工業規格に規定されているマルテンサイト系鋼種の組成の例を示す。
| 規格 | 材料記号 | C         | Mn       | P         | S         | Si       | Cr        | Ni       |
| ---- | -------- | --------- | -------- | --------- | --------- | -------- | --------- | -------- |
| ISO  | X12Cr13  | 0.08–0.15 | 1.50以下 | 0.040以下 | 0.015以下 | 1.00以下 | 11.5–13.5 | 0.75以下 |
| EN   | 1.4006   | 0.08–0.15 | 1.50以下 | 0.040以下 | 0.015以下 | 1.00以下 | 11.5–13.5 | 0.75以下 |
| AISI | 410      | 0.08–0.15 | 1.00以下 | 0.040以下 | 0.030以下 | 1.00以下 | 11.5–13.5 | -        |
| JIS  | SUS410   | 0.15以下  | 1.00以下 | 0.040以下 | 0.030以下 | 1.00以下 | 11.5–13.5 | -        |

| 規格 | 材料記号 | C         | Mn       | P         | S         | Si       | Cr        | Ni       |
| ---- | -------- | --------- | -------- | --------- | --------- | -------- | --------- | -------- |
| ISO  | X30Cr13  | 0.26–0.35 | 1.50以下 | 0.040以下 | 0.015以下 | 1.00以下 | 11.5–13.5 | -        |
| EN   | 1.4028   | 0.26–0.35 | 1.50以下 | 0.040以下 | 0.015以下 | 1.00以下 | 11.5–13.5 | -        |
| AISI | 420      | 0.15以上  | 1.00以下 | 0.040以下 | 0.030以下 | 1.00以下 | 12.0–14.0 | -        |
| JIS  | SUS420J2 | 0.26–0.40 | 1.00以下 | 0.040以下 | 0.030以下 | 1.00以下 | 12.0–14.0 | 0.60以下 |

| 規格 | 材料記号 | C         | Mn       | P         | S         | Si       | Cr        | Ni       | Mo       |
| ---- | -------- | --------- | -------- | --------- | --------- | -------- | --------- | -------- | -------- |
| ISO  | X110Cr17 | 0.95–1.20 | 1.00以下 | 0.040以下 | 0.030以下 | 1.00以下 | 16.0–18.0 | 0.60以下 | 0.75以下 |
| EN   | 1.4023   | 0.95–1.20 | 1.00以下 | 0.040以下 | 0.030以下 | 1.00以下 | 16.0–18.0 | 0.60以下 | 0.75以下 |
| AISI | 440C     | 0.95–1.20 | 1.00以下 | 0.040以下 | 0.030以下 | 1.00以下 | 16.0–18.0 | -        | 0.75以下 |
| JIS  | SUS440C  | 0.95–1.20 | 1.00以下 | 0.040以下 | 0.030以下 | 1.00以下 | 16.0–18.0 | 0.60以下 | 0.75以下 |

## 特性

### 物理的特性
ステンレス鋼の密度は鋼種間での差はあまりないが、最も一般的なオーステナイト系ステンレス鋼よりもマルテンサイト系の密度はやや小さい。マルテンサイト系の代表鋼種 SUS410 の場合で常温の密度は 7700 kg/m3 程度である。これに対して、軟鋼の常温密度は 7860 kg/m3 程度となっている。常温の縦弾性係数は SUS410 で 200–205 GPa 程度である。高炭素系の SUS440A などでも常温縦弾性係数はほとんど同じである。
マルテンサイト系の磁性は、一般の鉄鋼と同じく強磁性である。最も一般的なステンレス鋼のオーステナイト系は非磁性であり、マルテンサイト系とオーステナイト系の相違点の一つである。電気抵抗は、マルテンサイト系、フェライト系、オーステナイト系の標準的鋼種で比べるとマルテンサイト系の電気抵抗がもっとも低い。これは含有される合金元素の量が多いほど抵抗が増えることによる。SUS410 の場合で、常温の比抵抗は 57 × 10−8 Ω·m 程度である。
熱伝導率も、電気抵抗と同様に合金元素の含有量に関係し、合金元素の含有量が多いほど熱伝導率が低くなる。マルテンサイト系の熱伝導率は軟鋼の1/3程度で、SUS410 で 25 W/(m·K) 程度である。熱膨張率は結晶構造に依存し、マルテンサイト系の熱膨張率はオーステナイト系より小さい。SUS410 の 0–100 ℃ での線膨張係数が 10.99 × 10−6 K−1 程度である。マルテンサイト系の比熱はフェライト系とほぼ同じで、オーステナイト系よりは小さい。SUS410 の比熱の値が 0–100 ℃ で 0.46 J/(kg·K) 程度である。
密度、縦弾性係数、磁性、比抵抗、熱伝導率、線膨張係数、比熱など、マルテンサイト系の物理的性質は総じてフェライト系ステンレス鋼と近い。

### 機械的性質
マルテンサイト系ステンレス鋼の機械的性質は、鋼種と熱処理によって広く変動する。硬さは、ステンレス鋼の中でも最高レベルの硬さを得ることができる。最も高い強度を得るには、材料全体を完全にマルテンサイト組織にするように焼入れすることが理想的である。炭素量 0.6 % 程度までは、炭素量に正比例して強度が向上する。
焼入れ直後の状態で最大の硬さとなるが、靭性を与えるために通常は焼入れの後に焼戻しを行う。焼入れのみで焼戻ししていない状態では、硬いが脆い状態にある。焼戻しの加減によって、マルテンサイト系の機械的性質は幅広く変動する。マルテンサイト系に適用する焼戻しには「低温焼戻し」と「高温焼戻し」があり、耐摩耗性を重視する場合に低温焼戻しを行い、靭性を重視する場合に高温焼戻しを行う。マルテンサイト系には、フェライト系ステンレス鋼と同様に「475℃脆化」の可能性があり、この温度に近い領域で焼戻しすると脆化が起こる。特に低炭素のマルテンサイト系で475℃脆化による脆化が顕著に表れる。下記に鋼種と焼戻し温度と機械的性質の例を示す。
| AISI鋼種 | 焼戻し温度 | 引張り強さ | 0.2%耐力 | 伸び   | ロックウェル硬さ | 出典・注釈      |
| -------- | ---------- | ---------- | -------- | ------ | ---------------- | --------------- |
| 410      | 204 ℃      | 1399 MPa   | 1076 MPa | 11 %   | 43 HRC           | [ 46 ] [ 注 2 ] |
| 410      | 649 ℃      | 767 MPa    | 589 MPa  | 29.5 % | 21 HRC           | [ 46 ] [ 注 3 ] |
| 420      | 204 ℃      | 1600 MPa   | 1360 MPa | 12 %   | 47 HRC           | [ 49 ] [ 注 4 ] |
| 420      | 650 ℃      | 895 MPa    | 680 MPa  | 20 %   | 27 HRC           | [ 49 ] [ 注 4 ] |
| 440C     | 204 ℃      | 2030 MPa   | 1900 MPa | 4 %    | 59 HRC           | [ 51 ]          |
| 440C     | 371 ℃      | 1790 MPa   | 1660 MPa | 4 %    | 56 HRC           | [ 51 ]          |

フェライト系ステンレス鋼と同様に、低温で脆化する低温脆性の傾向を持つ。高温域では、フェライト系と同様におよそ 500 ℃ から急劇に引張り強さが低下する。マルテンサイト系は高温材料としても使われるが、オーステナイト系ステンレス鋼ほどの優れた高温強度を持たない。モリブデン、バナジウム、ニオブ、タングステンなどの添加によって高温強度を向上させることもでき、引張り強さの低下温度をおよそ 650 ℃ まで高めたマルテンサイト系の鋼種も存在する。水素侵入による水素脆化割れの可能性は、高強度組織ほど高い。マルテンサイト系もそのような高強度組織を有するため、水素脆化割れの感受性が高い点に注意を有する。
完全焼なましがされて焼入れ硬化していないマルテンサイト系の機械的性質は、少し硬くて伸びが劣るものの、同じクロム量のフェライト系ステンレス鋼とほぼ同じようなものとなる。

### 耐食性
マルテンサイト系ステンレス鋼の耐食性は、比較的弱い腐食環境であれば良好な耐食性を示す。一般的な清浄大気中や清浄水環境下であれば耐食性は十分良い。しかし、一般的にいえば、マルテンサイト系ステンレス鋼の耐食性は他のステンレス鋼よりも低い。ステンレス鋼の耐食性は、一般的にはクロム量が多いほど不働態化しやすくなり耐食性は向上する。一方、炭素はクロム炭化物を作る要因となり、耐食性を良くするためには炭素量を少なくすることが望ましい。マルテンサイト系はマルテンサイト組織を得るために、クロム量を多くしてなおかつ炭素量を少なくすることが難しい。そのため、マルテンサイト系の耐食性は他のステンレス鋼よりもやや劣る。モリブデンを添加して耐食性を向上させたマルテンサイト系の鋼種もある。
また、マルテンサイト系の耐食性の大小は熱処理に依存する。上記のとおり焼入れ後に焼戻しを行って用いられるのが一般的であるが、焼戻しによりクロム炭化物が析出し、母相中の有効なクロムの含有量が低下する。これにより、同程度のクロムを含むフェライト系ステンレス鋼やオーステナイト系ステンレス鋼と比較した場合でも、マルテンサイト系の耐食性は劣る。焼入れ状態でマルテンサイト系の耐食性は最もよく、焼なまし状態で最も劣る。焼戻しをする場合も、高温焼戻し状態よりも低温焼戻し状態の方が耐食性がよい。
機械加工での被削性を向上させるために、硫黄やセレンを添加することがある。ただし、添加された硫黄は硫化マンガン(II)として析出し、孔食が起こりやすくなり耐食性を低下させる。硫黄ほどではないが、セレンの添加も耐食性を低下させる。マルテンサイト系快削鋼を使用する場合は、とくに一般大気中や清浄水中に限るのが望ましいとされる。

## 加工

### 熱処理
マルテンサイト系ステンレス鋼は、熱処理の焼入れ焼戻しが施されて用いられるのが一般的である。焼入れ時にはおよそ 980 ℃ 以上まで加熱し、組織全体を完全にオーステナイトにする。オーステナイト領域まで加熱後、高温状態で保持して炭化物を固溶させる。保持後に急冷してマルテンサイト変態を発生させてマルテンサイト組織にする。焼入れ温度は 980 ℃ 以上が基本だが、実際の適当な温度は含まれる化学成分による。高炭素のマルテンサイト系であれば、995 ℃ 以上 1050 ℃ 以下が焼入れ温度の目安である。焼入れ温度が高いほどオーステナイト中に炭素が多く固溶するようになり、焼入れ後のマルテンサイト組織が硬くなる。ただし、結晶粒の粗大化を避けるために、高過ぎる温度も望ましくない。焼入れ温度での保持時間は、大抵の場合で30分程度あれば十分とされる。
冷却によってオーステナイトはマルテンサイト変態を起こすが、冷却中にマルテンサイト変態を起こす温度（マルテンサイト変態開始温度、Ms点）の把握が重要となる。Ms点を決める主要因は鋼中の化学組成である。組成設計時には、Ms点を室温以下にしないことが求められる。Ms点が室温以下となると、焼入れ後にもオーステナイトが残留するようになる。含まれる各合金元素量からMs点を予測する式は多数提案されているが、近年のものとしては以下の式がある。
Ms = 491.2 − (302.6 × C + 30.6 × Mn + 16.6 × Ni + 8.9 × Cr + 11.3 × Cu + 14.5 × Si) + (2.4 × Mo + 8.58 × Co + 7.4 × W)
ここで、Ms はMs点（℃）で、C, Mn, Ni, Cr, Cu, Si, Mo, Co, W は各元素量（mass%）である。化学組成の他には、焼入れ温度（オーステナイト化温度）と冷却速度がMs点に関係する。焼入れ温度が異なるとオーステナイト組織中の組成が変わってくる。この組成の違いの結果、焼入れ温度によってMs点が変わる。また、冷却速度が小さい場合、炭化物が冷却中に析出しやすくなり、オーステナイト相中の炭素などの合金元素量が少なくなる。冷却速度がある程度以上速くなれば炭化物析出は抑えられるようになるが、それまでの冷却速度範囲では、冷却速度を上げるとMs点は下がる傾向がある。例として、クロム 14 %、炭素 0.3 %、モリブデン 3 % のマルテンサイト系鋼種のMs点を以下に示す。
|                   | オーステナイト化温度 1000 ℃ | オーステナイト化温度 1050 ℃ |
| ----------------- | --------------------------- | --------------------------- |
| 冷却速度 1 ℃/sec  | 約230℃                      | 約80℃                       |
| 冷却速度 10 ℃/sec | 約160℃                      | 約60℃                       |

焼入れ時の冷却は水冷、油冷、空冷で行われるが、マルテンサイト系の場合は油冷または空冷が一般的である。冷却が速いほど炭化物の生成を抑制できるが、水却のような速過ぎる冷却はマルテンサイト中に応力を発生させて変形やき裂を発生させる可能性がある。焼入れ性がとても良好なのがマルテンサイト系の特徴であり、断面積の大きな部品であっても空冷で焼きを入れることができる。クロム 13 % 以上を含有するマルテンサイト系であれば、「水や油に入れず、空冷つまり適当な焼入れ温度に加熱しただけで、その辺に放り出しておいても焼きが入ってしまう」と言われるほどに焼入れ性が良い。
焼入れによって材料全体をマルテンサイト組織へ変態させるのが理想的だが、実際にはオーステナイトがある程度残留する。このオーステナイトは残留オーステナイトと呼ばれ、材質に悪影響を及ぼすことが多い。残留オーステナイトは室温でも追加でマルテンサイト変態を起こすことがあり、変形やき裂を引き起こす。また、残留オーステナイトはマルテンサイトよりも柔らかいため、残留オーステナイトが多量に残ると要求の硬さを出せないことがある。残留オーステナイトが存在するため、焼戻しまたはサブゼロ処理を焼入れ後すぐに行うのが望ましい。サブゼロ処理は −80 ℃ 近くの低温まで冷却する熱処理の一種で、刃物用の高炭素マルテンサイト系などで活用される。
焼入れ後には焼戻しを行う。置割れの可能性があるため、焼入れ後にはできるだけ速やかに焼戻しを実施することが望ましい。マルテンサイト系に施される焼戻し処理には、150 ℃ から 200 ℃ 程度で保持して空冷する低温焼戻しと 600 ℃ から 750 ℃ で保持して急冷する高温焼戻しがある。前者は耐摩耗性を重視する場合に行われ、後者は靭性付与を重視する場合に行われる。刃物用では低温焼戻しが施され、構造部材用では高温焼戻しが施されることが一般的である。高クロムのマルテンサイト系は高耐食性を指向しているため、クロム炭化物析出を避けて低温焼戻しが施されることが多い。マルテンサイト系には上記のとおり475℃脆化の可能性がある。このため、475 ℃ から550 ℃ での焼戻しには注意を要し、原則的にはこの温度域での焼戻しを避ける。
マルテンサイト系は表面硬化処理も可能であり、ガス窒化、軟窒化、高周波焼入れが適用可能である。とくに高周波焼入れは、ステンレス鋼の中でマルテンサイト系のみが適用可能である

### 機械加工・塑性加工
製品製作のために切削加工や塑性加工を行う場合は、マルテンサイト組織は硬くて加工しづらいため、まず焼なましを行った状態で加工を行うことがマルテンサイト系ステンレス鋼では一般的である。焼なまし状態のマルテンサイト系は、フェライト系ステンレス鋼や普通鋼と同じ程度の被削性となる。加工後、焼入れ・焼戻しが行われる。焼入れ・焼戻し前の加工では、最終形状あるいはほぼ最終の形状へと仕上げる。ただし焼入れ後にも加工する必要がある場合もあり、その場合は高い硬度に対処して削る必要がある。冷間成形加工を行う場合も焼なまし状態で行う。炭素量が増えるほど成形性が悪くなる。
被削性を向上させるために、硫黄やセレンを添加したマルテンサイト系の快削鋼もある。例として、JIS SUS420J2 の被削性指数が45程度であるのに対して、硫黄を 0.15 % 以上含む SUS420F の被削性指数は55程度となる。また、同じ工具寿命で比較すると、SUS420F は SUS420J2 の3倍から5倍まで加工速度を上げることができる。ただし、上記のとおり、硫黄やセレンの添加は耐食性の低下を引き起こす。

### 溶接
マルテンサイト系ステンレス鋼を溶接するときは、溶接割れの発生を防ぐために予熱することが重要である。マルテンサイト系で特に問題となる溶接割れは、溶接後に溶接部の温度がおよそ 300 ℃ 以下になったときに起こる低温割れと呼ばれるものである。
前述のとおりマルテンサイト系は高温からの急冷でマルテンサイト化して硬化するため、硬いが靭性に欠けるマルテンサイト相が溶接熱影響部に生成される。溶接熱影響部には高炭素マルテンサイトが局部的に形成し、これが溶接部の靭性を低下させる一因である。溶接材料には被溶接物と同じ材料を用いることが一般的だが、この場合、溶接金属も同様にマルテンサイト化して硬化することになる。これを防ぐために、マルテンサイト系を溶接するときは予熱することが重要である。予熱することによって溶接部の冷却速度が遅くなり、急冷による硬化を抑えることができる。低炭素系マルテンサイト系のマルテンサイト変態開始温度を目安として、被溶接物の温度を 200–400 ℃ 程度に上げて予熱する。
また、溶接過程で含まれる拡散性水素も低温割れの原因となる。拡散性水素による割れは、溶接後ある程度時間が経過して水素が拡散した後に発生するため遅れ割れと呼ばれる。マルテンサイト系はフェライト系ステンレス鋼と比較しても遅れ割れが起きやすい。拡散性水素の侵入を防ぐために、溶接棒の乾燥、乾燥した環境での溶接実施、溶接対象部の清浄などの対策が取られる。
溶接によって低下した靭性を回復するためには後熱処理が行われる。適正な温度は成分によって異なるが、溶接後に 700–800 ℃ まで加熱・温度保持して後熱処理を行う。後熱処理は拡散性水素による遅れ割れの防止にも有効である。
ステンレス鋼の溶接では普通は母材と同じ成分の溶接材を用いる。ただし、低温割れを避けるために焼入れ硬化性がないニオブを含ませた溶接棒を用いることや、靭性を高めるためにオーステナイト系ステンレス鋼の溶接材料を用いることもある。

## 用途例

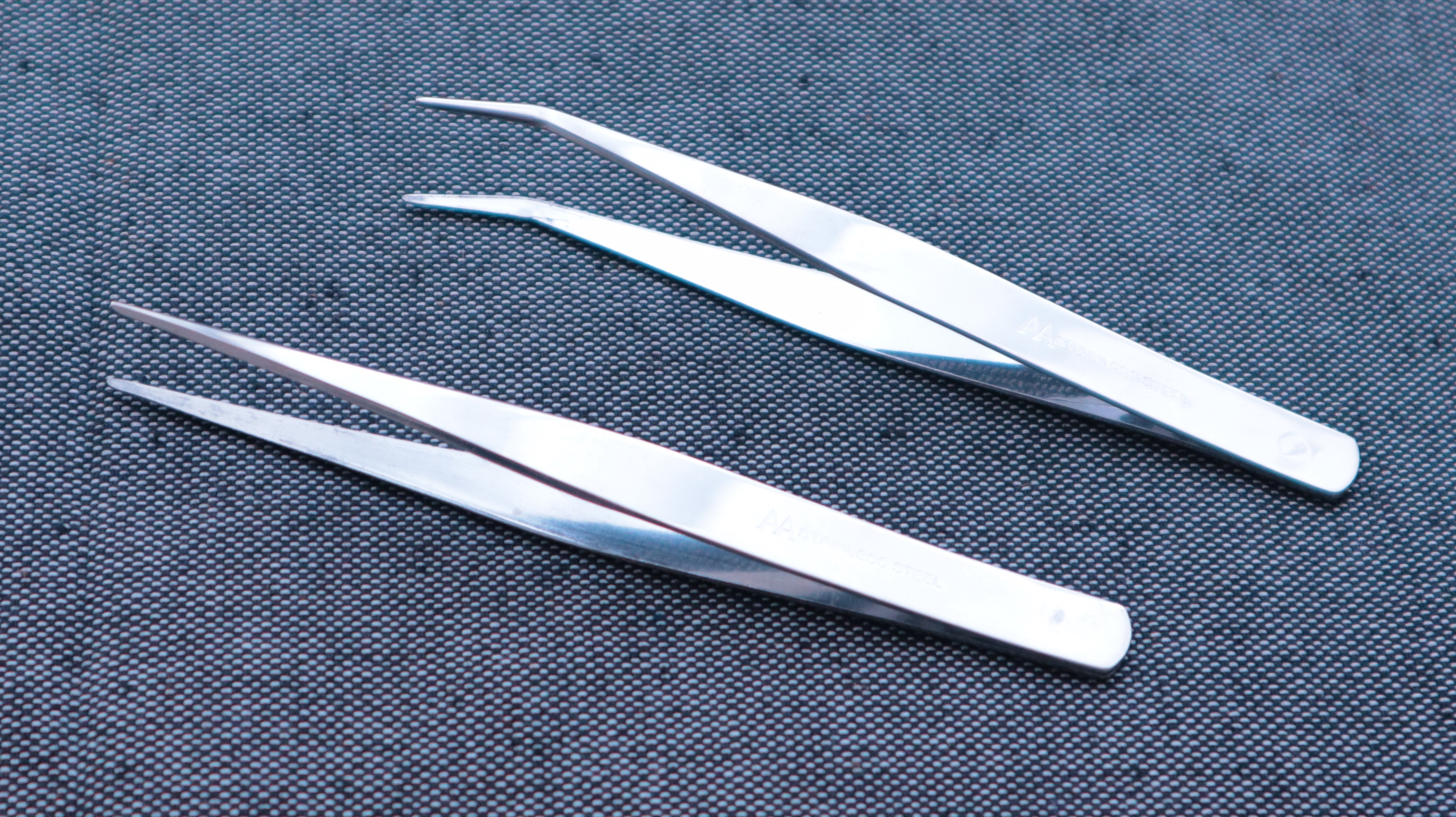
マルテンサイト系ステンレス鋼SUS410製のピンセット

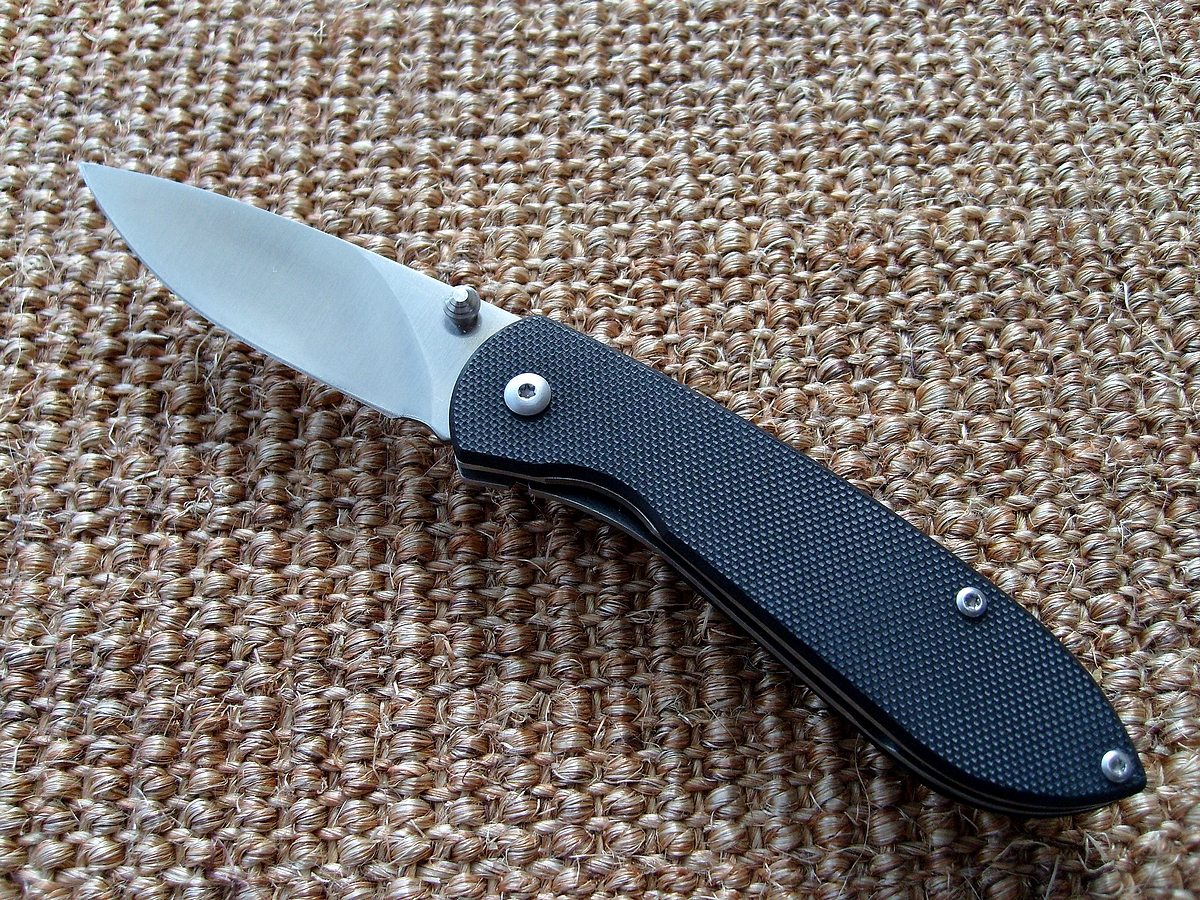
マルテンサイト系ステンレス鋼440Aを使用したナイフ

マルテンサイト系ステンレス鋼は、耐食性に加えて高い強度や耐摩耗性を持つ。これらの特性が要求される用途でマルテンサイト系ステンレス鋼は活用されている。また、マルテンサイト系ステンレス鋼のニッケル量は 0 % か、最大でも 5 % 程度である。このニッケル含有量の少なさのためマルテンサイト系の材料コストはオーステナイト系と比較して低く抑えられ、これもマルテンサイト系利用上の長所の一つでもある。
具体的には、タービンブレード、ノズル、シャフト、ポンプ、軸受などの機械構造用部品にマルテンサイト系ステンレス鋼は適している。タービンブレードや高温環境下の部品には、モリブデンを添加して耐食性と高温強度を高めた低炭素系マルテンサイト系が使われることもある。ステンレス鋼製の軸受には440系や420系がよく使われる。オートバイでは、外見の良さも重要なことからディスクブレーキのローターにはステンレス鋼を使うことが主流となっている。ローターには強い摩擦力が働き、摩耗が問題となるため、ローターの硬度がある程度以上高いことが望ましい。また、ブレーキ時の摩擦熱が発生するため耐熱性が求められる。そのため、高硬度・耐熱性・耐食性のバランスがいいマルテンサイト系ステンレス鋼製のローターが広く実用されている。
マルテンサイト系ステンレス鋼利用の最もよく知られている製品は刃物類である。刃物用の素材にはステンレス鋼が使われるのが現在では一般的となっており、刃物用ステンレス鋼素材としてはマルテンサイト系が使われるのが一般的である。包丁、テーブルナイフ、ハサミ、カミソリ、医療用メスでマルテンサイト系が使われている。高い硬度が刃物には必要なため、炭素量の多いマルテンサイト系が低温焼戻しされて供される。具体的な鋼種としては、とくに420系の使用が多い。マルテンサイト系の刃物の切れ味をよくするには硬度の向上に加えて、結晶粒を微細化し、微小な炭化物を均一に分布させるのが有効とされる。工業規格に規定されている鋼種のほか、素材メーカーが独自に成分設計して売り出している刃物用マルテンサイト系ステンレス鋼も存在する。
また、高い耐摩耗性が必要とされるプラスチックの射出成形用の金型としても使用される。金型に耐食性を求める場合はマルテンサイト系ステンレス鋼がよく利用される。具体的な種類としては、中炭素・中クロムの420系を中心にして使われており、高炭素・高クロムの440系なども使われる。

## 歴史
マルテンサイト系ステンレス鋼の工業的発明は、1913年にイギリスの冶金学者ハリー・ブレアリーによって成し遂げられた。マルテンサイト系自体の作製とその組成と組織の研究は、ブレアリー以前にフランスの冶金学者レオン・ギレによっても為されていた。マルテンサイト系の最初の発見者としては、ギレの名が挙げられることもある。

### レオン・ギレ
| C       | Cr      | AISI鋼種    |
| ------- | ------- | ----------- |
| 0.142 % | 13.60 % | 410         |
| 0.382 % | 14.52 % | 420         |
| 0.905 % | 18.65 % | 440BまたはC |

1894年、ドイツのハンス・ゴルトシュミットがテルミット法を発明し、炭素をほとんど含まない純度の高い金属クロムの生産が可能となったことで、高いクロム含有量を持つ合金鋼の研究が本格的に始まった。フランスのレオン・ギレは、1902年から1906年にかけて精力的に合金鋼の研究を進めていた。テルミット法で得られるクロムを用いて試料を作製し、1904年にクロム含有量を最大およそ 32 % まで、炭素含有量を最大およそ 1 % まで変えた23種類の資料の研究成果を発表した。それらの試料の内、5種類の組成は、現在マルテンサイト系およびフェライト系に分類されるクロム系ステンレス鋼と共通するものであった。
ギレは、熱処理、機械的性質、金属組織の特徴の関係を論文で説明した。そして、ギレはそれらの金属組織がマルテンサイトまたはフェイライトで構成されていることも特定した。2年後の1906年には現在のオーステナイト系に相当する試料の研究成果も発表し、ステンレス鋼の基本3グループであるマルテンサイト系、フェライト系、オーステナイト系の組織と成分を明らかにした。しかしながら、ギレは自身が作製した試料の耐食性に気づくことはなかった。
フランスのアルバート・ポートヴァンが、ギレの試料を引き継いでさらに詳しくそれらの性質を調べた。ポートヴァンは、クロム含有量が高いほどエッチングしづらいことに気づき、それを報告したが、それらの試料が錆びない耐食性の高さまでも備えていることには気づかなかった。

### ハリー・ブレアリー

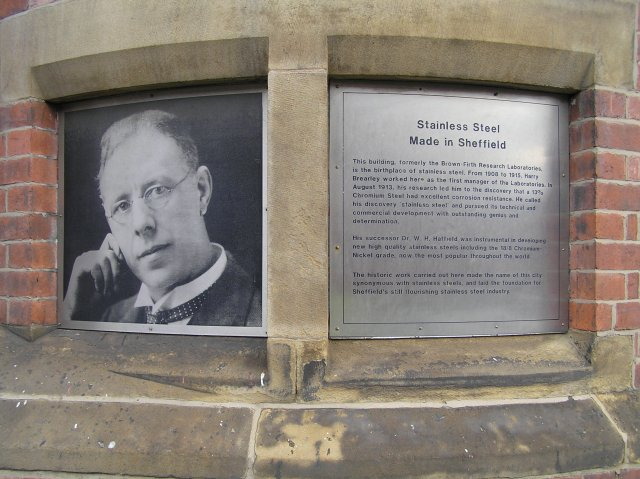
シェフィールドのブラウン・ファース研究所跡地にあるハリー・ブレアリーの記念碑。左がブレアリーの肖像。

イギリスのハリー・ブレアリーは、1907年からシェフィールドのブラウン・ファース研究所 (Brown Firth Research Laboratories) で初代所長として働いていた。ブラウン・ファース研究所は、戦艦の造船会社ジョン・ブラウン・アンド・カンパニー（John Brown and Company, 以下ブラウン社）と装甲板を製造していた製鋼会社トーマス・ファース・アンド・サンズ（Thomas Firth and Sons, 以下ファース社）との合併事業によるものであった。1912年5月、ライフル銃で起きていたエロージョンと汚損を調査するために、ブレアリーはエンフィールドにあったロイヤル・スモール・アームズ・ファクトリーへ出向いた。検討の結果、ブレアリーはクロムを 10 % 以上含ませた高クロム鋼は有効ではないかと判断した。ブレアリーはクロム 5–6 % のクロム鋼を扱ってきた経験は既にあり、融点の高いクロムの含有が有効と考えた。当時、クロム鋼は航空機用エンジンの排気弁でも使われていた。1912年6月4日に「低炭素、高クロムで、含有率が異なる鉄鋼を用いて、すぐにも腐食試験を開始すべきではないか」とブレアリーは記している。
ブレアリーはクロム 10 % 以上、炭素 0.3 % 程度の組成を目標にした。最初はるつぼ炉によって作製したが炭素の含有量が多くなってしまうため、次いで電気アーク炉による作製が試みられた。試料作製は、アーク炉溶解を当時早くから扱っていたファース社が行った。1913年8月13日、一回目の作製が行われたが上手く行かず、同年8月20日に二回目の作製が行われ、目標の組成に近いクロム鋼を作製することができた。この資料は No.1008 と呼ばれ、クロム 12.8 %、炭素 0.24 %、マンガン0.44 %、シリコン 0.20 % という成分から構成されていた。このクロム鋼の組成は現在の13Crマルテンサイト系ステンレス鋼に相当し、現在の規格で制定されている JIS SUS420 あるいは AISI 420 に相当するものであった。
ブレアリーは、自分が作製した試料の耐食性を見い出した。彼が耐食性を見い出した経緯にはいくつかのエピソードが語られており、ブレアリーが試料を扱っているときに妻との劇場に行く約束を思い出し、試料を水に浸したままで出かけて翌日その試料が錆びていないことを発見した、といった話もある。ブレアリー自身が述べたところによると、試料をエッチングするときに全くエッチングされない、またはエッチング反応がとてもゆっくりであることに彼は気づいた。そして、エッチングは腐食の一種であることから試料が有用な耐食性を持ち得ることに気づいたという。ブレアリーは仕事の依頼主だったロイヤル・スモール・アームズ・ファクトリーへこの試料を報告したが、ロイヤル・スモール・アームズ・ファクトリーはこの鋼に興味を持つことはなかった。ファース社とブラウン社にもこの鋼種の有用性を報告したが、反応は芳しくなかった。
ブレアリーは、自分が発見した鋼種はナイフやフォークなどのカトラリーに有用であると考えていた。ブレアリーはモズレー商会のアーネスト・スチュアートに協力してもらい、自分が発見した鋼種のナイフを製作して、実際に有用であることを確かめた。ファース社は1914年にはブレアリーが発見した鋼種の有用性を理解し、生産を開始して売り出し始めた。しかしブレアリーの存在を抜きにして自分たちが発明したかのように宣伝して売り出しており、ブレアリーとの軋轢が起こった。最終的にはブレアリーはブラウン・ファース研究所を離職し、別の研究所へ勤めるようになった。そこへ、1915年の初め、貿易会社を営んでいたジョン・マドックスという人物が米国でブレアリーのステンレス鋼の特許を出さないかと申し出に来た。ブレアリーは悩んだ末にそれに応じた。
ブレアリーは米国で1915年3月28日に特許申請をして、次いでカナダでも1915年4月21日に特許申請をおこなった。カナダでは1915年の8月に登録されたが、米国の特許は却下された。再度1916年3月6日に米国で特許申請を行うと、今度は審査を通過して1916年9月5日に登録された。このときの特許の請求項は以下のとおりである。
1. クロムの含有量が 9 % から 16 % の間で、炭素の含有量が 0.7 % 未満である、焼入れと研磨がされた鉄合金で造られた製品。
2. クロムの含有量が 9 % から 16 % の間で、炭素の含有量が 0.7 % 未満で、顕微鏡でも識別できるような遊離した炭化物を含まない、焼入れ・焼戻しと研磨がされた鉄合金で造られたカトラリー用の刀身。
3. クロムの含有量が 9 % から 16 % の間で、炭素の含有量が 0.6 % 未満で、顕微鏡でも識別できるような遊離した炭化物を含まない、焼入れと研磨がされた鉄合金で造られたカトラリー製品。
4. 炭素の含有量がおよそ 0.30 %、マンガンの含有量がおよそ 0.30 %、クロムの含有量がおよそ 13.0 % の焼入れと研磨がされた鉄合金で造られた製品。

ブレアリーのステンレス鋼は、1917年に日本とフランスでも特許登録された。

### エルウッド・ヘインズ

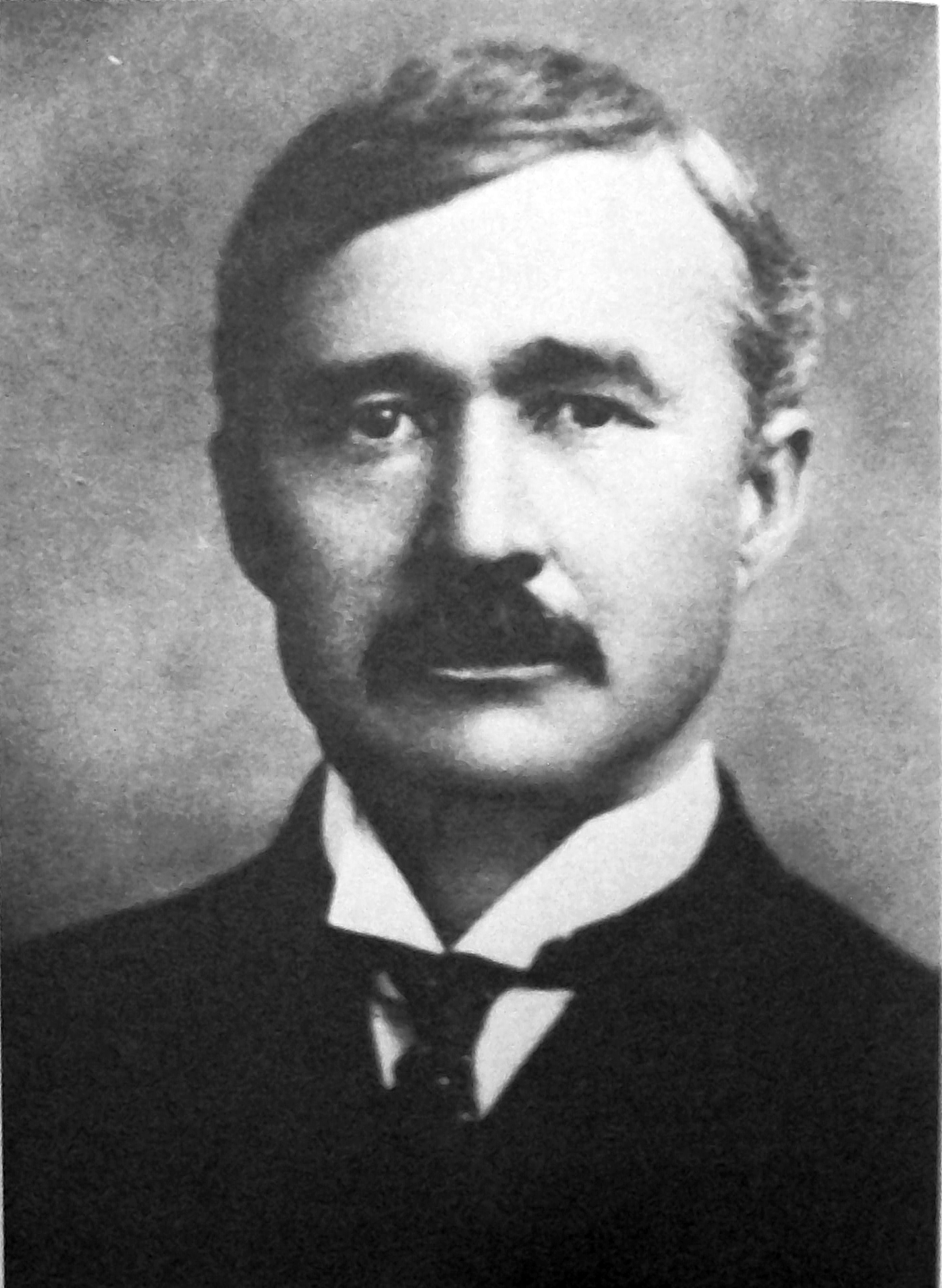
エルウッド・ヘインズ

アメリカの実業家であり発明家のエルウッド・ヘインズも、低炭素高クロム鋼の発明を行った。1911年からヘインズは、コバルト合金よりも安価な工具材料を作るために低炭素高クロム鋼の実験を行っていた。その実験の中で、化学薬品への耐性あるいは雰囲気中での耐性へのクロムの影響を明らかにしようとしていた。The History of Stainless Steel の著者ハロルド・コブは、ヘインズもまたマルテンサイト系の開発において言及されるに値すると評している。
ブレアリーの特許よりも少し先に、ヘインズは米国で特許申請を行ったが、クロム鋼についてはすでに特許があるからという理由で却下された。1915年3月12日に再度の特許申請が行われ、これは最終的には審査を通り登録された。しかし登録されたのは1919年4月1日で、類似の組成の登録しているブレアリーの特許がすでに登録された後のことであった。ヘインズはブレアリーの特許に反対し、争いが生じた。この争いは、結局、ヘインズの特許もブレアリーの特許も所有する持株会社を設立して利益を共有するという形で消滅することとなった。